# Kimbo Slice
Kevin Ferguson (Nasáu, Bahamas, 8 de febrero de 1974-Margate, Florida, 6 de junio de 2016) más conocido como Kimbo Slice, fue un artista marcial mixto y, ocasionalmente, actor bahameño. Se hizo famoso por las peleas callejeras que se propagaban a través de Internet, recibiendo así el nombre por la revista Rolling Stone de «el rey de los peleadores web».

## Primeros años
Ferguson nació en Nasáu, capital de Bahamas, pero se mudó cuando era niño a los Estados Unidos, donde creció en Cutler Ridge, Florida. Fue criado junto a sus dos hermanos por su madre, Rosemary Clarke. Asistió a la Escuela Elemental Bel-Air, donde presuntamente se involucró en su primera pelea a los 13 años mientras trataba de defender a un amigo. Continuó sus estudios en la Escuela Media Cutler Ridge y más tarde en Richmond Heights. Asistió a la Escuela de Secundaria Miami Palmetto, donde fue la estrella del equipo de fútbol americano en la posición de linebacker.
En 1992, su casa en Perrine, Florida, fue destruida por el huracán Andrew, lo que le obligó a vivir en su Nissan Pathfinder de 1987 durante un mes.

## Inicios de su carrera
Ferguson comenzó a trabajar como guardia de seguridad para un club de baile de mesa hasta que un amigo de la escuela de secundaria y actual gerente del club, Mike Imber, le ofreció un trabajo como conductor de limusina y guardaespaldas de RK Netmedia, más conocida como Reality Kings, una compañía de producción/promoción de pornografía con sede en Miami, responsables de una serie de populares sitios web de suscripción para adultos. Kimbo mantenía estrechos vínculos con Reality Kings, que últimamente lo acompañaban, bajo el nombre de Team Kimbo.
En 2002 fue acusado de portar un arma oculta, y en 2003 comenzó su carrera en peleas callejeras no autorizadas. Se distribuyeron a través de Internet, principalmente a través del sitio web para adultos SublimeDirectory y YouTube. En su primera pelea grabada contra un hombre llamado Big D, Ferguson dejó un gran corte en el ojo derecho de su oponente, que llevó a los fanáticos de Internet a llamarle Slice ("Raja" en español), convirtiéndose en el segundo nombre de su apodo de la infancia ya popular, Kimbo.
Su única pelea callejera que fuera grabada en la que es derrotado fue la que lo enfrentó a Sean Gannon, un exoficial de la policía de Boston, que también entrenaba artes marciales mixtas.

## Carrera como artista marcial mixto

### EliteXC
Slice abandonó las peleas callejeras y firmó un contrato profesional con EliteXC en 2007.
El 10 de noviembre de 2007, Slice hacía su debut profesional y se enfrentó a Bo Cantrell en EliteXC: Renegade. Slice ganó la pelea por sumisión de golpes a los 19 segundos.
El 16 de febrero de 2008, Slice se enfrentó al veterano de UFC Tank Abbott en EliteXC: Street Certified. Slice ganó la pelea por nocaut a los 43 segundos.
Slice se enfrentó a James Thompson el 31 de mayo de 2008 en EliteXC: Primetime. Slice ganó la pelea por nocaut técnico en la tercera ronda.
En su último combate el 4 de octubre de 2008 en EliteXC: Heat, Slice fue humillado (tras ser el claro favorito) por Seth Petruzelli, quien había aceptado la pelea con apenas 2 horas de anticipación, al ser noqueado en 14 segundos.

### Ultimate Fighting Championship
Compitió en The Ultimate Fighter: Heavyweights, donde perdió su primera pelea con el ganador de la temporada Roy Nelson.
En su debut en UFC, Slice derrotó a Houston Alexander en The Ultimate Fighter 10 Finale por decisión unánime.
El 8 de mayo de 2010, Slice se enfrentó a Matt Mitrione en UFC 113. Slice perdió la pelea por nocaut técnico en la segunda ronda.

### Bellator MMA
El 16 de enero de 2015, Bellator MMA anuncia que Slice había firmado un contrato de múltiples peleas. El 26 de febrero de 2015, se anunció que Slice se enfrentaría a Ken Shamrock el 19 de junio en Bellator 138. Slice ganó la pelea por nocaut técnico en la primera ronda.
El 19 de febrero de 2016, Slice se enfrentó a Dhafir Harris (conocido por su apodo "Dada 5000") en Bellator 149. Slice ganó la pelea por nocaut técnico en la tercera ronda, donde ambos terminaron exhaustos. Tras el combate, se dio a conocer de que Slice había consumido sustancias prohibidas.

## Carrera como actor
Además de su carrera deportiva, Slice también incursionó como actor. Él apareció en The Iron Ring, una serie de televisión que se transmite por BET y que presenta prospectos del MMA. Fue parte del proceso de selección de los participantes.
Hizo su debut actoral oficial cuando interpretó al personaje Bludge en el especial navideño de 2008 de Nickelodeon, Merry Christmas, Drake & Josh. También interpretó a un recluso llamado JC en la película de lucha Blood and Bone del 2009.
Su último papel fue en la película de 2012 El rey escorpión 3: La batalla por la redención, donde interpretaba al personaje Zulú Kondo.

## Vida personal
Ferguson vivía con su familia en Coral Springs, Florida, y era padre soltero de seis hijos; tres niños y tres niñas. Estaba comprometido con su antigua novia, Antionette Ray.

## Fallecimiento
El 5 de junio de 2016, Slice ingresó en un hospital en Margate. Al día siguiente, se dio a conocer la noticia de que había fallecido por una insuficiencia cardíaca. Al momento de realizarle la autopsia, en su hígado se encontró una neoplasia.

## Récord profesional

### Boxeo
| Resultado | Récord | Oponente         | Método             | Asalto | Tiempo | Fecha      | Localización                           | Notas |
| --------- | ------ | ---------------- | ------------------ | ------ | ------ | ---------- | -------------------------------------- | ----- |
| Victoria  | 7–0    | Shane Tilyard    | KO                 | 2 (4)  | 2:05   | 30-1-2013  | Sídney, Australia                      |       |
| Victoria  | 6–0    | Howard Jones     | KO                 | 1 (4)  | 0:57   | 6-10-2012  | Miami, Oklahoma, Estados Unidos        |       |
| Victoria  | 5–0    | Jesse Porter     | KO                 | 1 (4)  | 0:36   | 12-5-2012  | Concho, Oklahoma, Estados Unidos       |       |
| Victoria  | 4–0    | Brian Green      | KO                 | 4 (4)  | 2:57   | 24-3-2012  | Springfield, Misuri, Estados Unidos    |       |
| Victoria  | 3–0    | Charles Hackmann | Decisión (unánime) | 4      | 3:00   | 30-12-2011 | Miami, Oklahoma, Estados Unidos        |       |
| Victoria  | 2–0    | Tay Bledsoe      | KO                 | 1 (4)  | 2:17   | 15-10-2011 | Grand Island, Nebraska, Estados Unidos |       |
| Victoria  | 1–0    | James Wade       | KO                 | 1 (4)  | 0:17   | 13-8-2011  | Miami, Oklahoma, Estados Unidos        |       |

### Artes marciales mixtas
| Resultado     | Récord  | Oponente          | Método             | Evento                         | Fecha                   | Ronda | Tiempo | Localización          | Notas                        |
| ------------- | ------- | ----------------- | ------------------ | ------------------------------ | ----------------------- | ----- | ------ | --------------------- | ---------------------------- |
| Sin resultado | 5–2 (1) | Dhafir Harris     | Sin resultado      | Bellator 149                   | 19 de febrero de 2016   | 3     | 1:32   | Houston, Texas        | Dio positivo por nandrolona. |
| Victoria      | 5–2     | Ken Shamrock      | TKO (golpes)       | Bellator 138                   | 19 de junio de 2015     | 1     | 2:22   | San Luis, Misuri      | Combate de 232 lbs (105 kg). |
| Derrota       | 4–2     | Matt Mitrione     | TKO (golpes)       | UFC 113                        | 8 de mayo de 2010       | 2     | 4:24   | Montreal              |                              |
| Victoria      | 4–1     | Houston Alexander | Decisión (unánime) | The Ultimate Fighter 10 Finale | 5 de diciembre de 2009  | 3     | 5:00   | Las Vegas, Nevada     | Combate de 215 lbs (97 kg).  |
| Derrota       | 3–1     | Seth Petruzelli   | KO (golpes)        | EliteXC: Heat                  | 4 de octubre de 2008    | 1     | 0:14   | Sunrise, Florida      |                              |
| Victoria      | 3–0     | James Thompson    | TKO (golpes)       | EliteXC: Primetime             | 31 de mayo de 2008      | 3     | 0:38   | Newark, Nueva Jersey  |                              |
| Victoria      | 2–0     | Tank Abbott       | KO (golpes)        | EliteXC: Street Certified      | 16 de febrero de 2008   | 1     | 0:43   | Miami, Florida        |                              |
| Victoria      | 1–0     | Bo Cantrell       | Sumisión (golpes)  | EliteXC: Renegade              | 10 de noviembre de 2007 | 1     | 0:19   | Corpus Christi, Texas |                              |

### Registro en artes marciales mixtas pro-exhibición
| Resultado | Récord | Oponente   | Método                      | Evento                                 | Fecha                | Ronda | Tiempo | Localización                | Notas             |
| --------- | ------ | ---------- | --------------------------- | -------------------------------------- | -------------------- | ----- | ------ | --------------------------- | ----------------- |
| Derrota   | 1–2    | Roy Nelson | TKO (golpes)                | The Ultimate Fighter: Heavyweights     | 10 de junio de 2009  | 2     | 2:01   | Las Vegas, Nevada           | Ronda preliminar. |
| Victoria  | 1–1    | Ray Mercer | Sumisión (guillotine choke) | Cage Fury FC 5                         | 23 de junio de 2007  | 1     | 1:12   | Atlantic City, Nueva Jersey |                   |
| Derrota   | 0–1    | Jay Ellis  | KO (golpe)                  | Xtreme Fighting Organization: Trials 2 | 8 de octubre de 2005 | 1     | 0:24   | Crystal Lake, Illinois      | [ 20 ]            |

## Filmografía
| Año  | Título                                     | Película/Televisión | Papel      |
| ---- | ------------------------------------------ | ------------------- | ---------- |
| 2012 | The Scorpion King 3: Battle for Redemption | Película            | Zulú Kondo |
| 2010 | Locked Down                                | Película            | King       |
| 2010 | Circle of Pain                             | Película            | Reg        |
| 2009 | Blood and Bone                             | Película            | J.C.       |
| 2008 | Merry Christmas, Drake & Josh              | Televisión          | Bludge     |